# Lobelia telekii
Espèce
Classification phylogénétique
Lobelia telekii est une espèce de plantes de la famille des Campanulaceae.
Cette espèce est originaire d'Afrique, on la trouve notamment sur le Mont Kenya.
Elle peut atteindre 3 mètres de hauteur.

## Synonyme
- Lobelia fenniae T.C.E.Fr